# テラバイト
テラバイト (terabyte,記号:TB) は、情報の大きさを表す単位。
クラウドストレージやシリコンディスク、ハードディスクなど記憶媒体の容量や、ファイルサイズを表すのに用いられる。

## 概要
テラバイトは、国際単位系 (SI) の定めに従いバイトの1,000,000,000,000(= 1012)倍（= 1000(103)ギガバイト）を示す場合と、国際規格などで定められていない俗習としてバイトの1,099,511,627,776(= 240)倍（= 1024(210)ギビバイト）を表す場合がある。
この曖昧さを回避するため、1,099,511,627,776(= 240)倍を示す接頭語として、国際規格（IEC 80000-13）にてSI接頭語と区別できる2進接頭辞「テビ」(tebi,記号:Ti)が定められているが、「テビバイト」(tebibyte,記号:TiB)はあまり用いられていない。
また、国際単位系 (SI) 第8版（2006年）にて、テラやその他のSI接頭語を決して2のべき乗を表すために用いてはならないと定めているが、大手IT企業であるマイクロソフトなどが、未だ国際単位系 (SI) の定めに完全には従っておらず、2のべき乗を表す用法も混在する状況は解決されていない。
そのため、パソコンで記憶媒体の詳細な空き容量を調べてみると、カタログスペックとして記載されている容量より、表示される容量のほうが少なくなることが多い。これは記憶媒体の容量を、メーカーが国際単位系 (SI) に従い10の整数乗で計算することが多いのに対し、主なパソコンのオペレーティングシステム（Microsoft Windows・過去のmacOS）が俗習に従い2のべき乗で計算することに起因する。
なお、macOSでは、Mac OS X Leopard以前は2のべき乗（1024倍）が用いられていたが、2009年公開のMac OS X Snow Leopard以降は10の整数乗（1000倍）を用いたストレージ容量やファイルサイズ表示に変更された。